# Austrosticta fieldi
Austrosticta fieldi är en trollsländeart som beskrevs av Tillyard 1908. Austrosticta fieldi ingår i släktet Austrosticta och familjen Isostictidae. Inga underarter finns listade i Catalogue of Life.